# 香格里拉

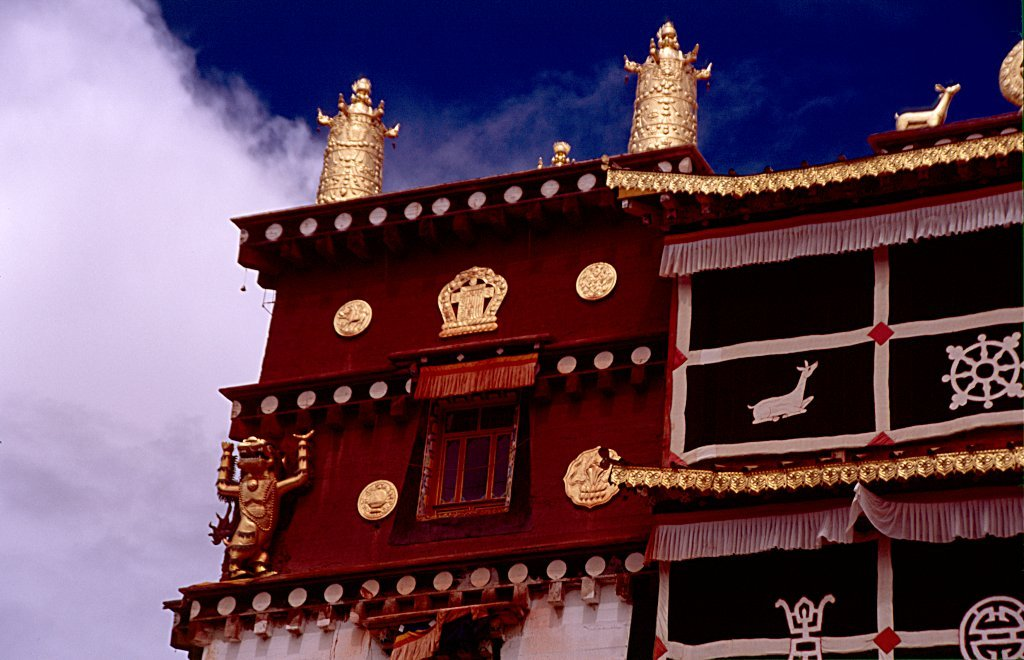
中國雲南香格里拉市噶丹松贊林

香格里拉（英語：Shangri-La）為一個虛構地名，最早出現在1933年英國小說家詹姆斯·希爾頓的小說《消失的地平線》中。這是一個小型村莊，神秘而和諧，位於崑崙山脈西方，被群山包圍，由一個藏傳佛教僧院統治。在小說中，這個村莊的居民，長生不老，過著快樂的生活。在這部小說出現後，這個名稱被當成是世外桃源與烏托邦的同義詞。
詹姆斯·希爾頓創造的這個故事，被認為可能源自於西藏香巴拉傳說。

## 歷史
香格里拉是英国小说家詹姆斯·希尔顿於1933年發布的长篇小说《消失的地平线》中虚构的地名。书中描写香格里拉位于喜马拉雅山脉西端一个神秘祥和的山谷，当地的居民信奉藏传佛教。在西方文化中，香格里拉通常意指带有东方神秘色彩，為祥和的理想国度。
巴基斯坦北部巴控克什米尔靠近中華人民共和国边境的罕薩河谷被认为有可能是香格里拉的原型。希尔顿在发表《消失的地平线》前几年曾經到訪那里。当地的环境与书中的描写相当吻合，也是希尔顿惟一到过、而自称是“香格里拉”的地方。从1922到1949年，美国植物学家约瑟夫·洛克（Joseph Rock）以云南省丽江市为基地，对中国西南地区考察，透過美国《国家地理》杂志发表了许多探险日记，对这一地区风土人情进行了详细的介绍。这些文章引起了西方世界对这一地区的很大兴趣；有人认为希尔顿也从洛克的文章中获得了很多素材。
此外，印控克什米尔拉达克、巴控克什米尔巴尔蒂斯坦（别称小西藏）、尼泊尔及不丹部份地区及中華人民共和国西藏、云南西北及川西等地方均自称為香格里拉。
在藏文化中，就有香巴拉的传说，据说也是人间乐土，可能也是希尔顿创造“香格里拉”的来源。
亦有学者认为“Shangri-La”一词来自于藏文中的“Zhang-ri-la”（藏語：ཞང་རི་ལ་），其中“Zhang”（藏語：ཞང་）是卫藏的一个地方，位于扎什伦布寺之北；“ri-la”（藏語：རི་ལ་）则是藏语“山口”的意思。而香巴拉虽也是人间乐土，却是在遥远的北方。但也有认为Shangrila一词其实是源于伦敦唐人街的广东话：山旮旯，即山上与世隔绝之地。

## 流行文化

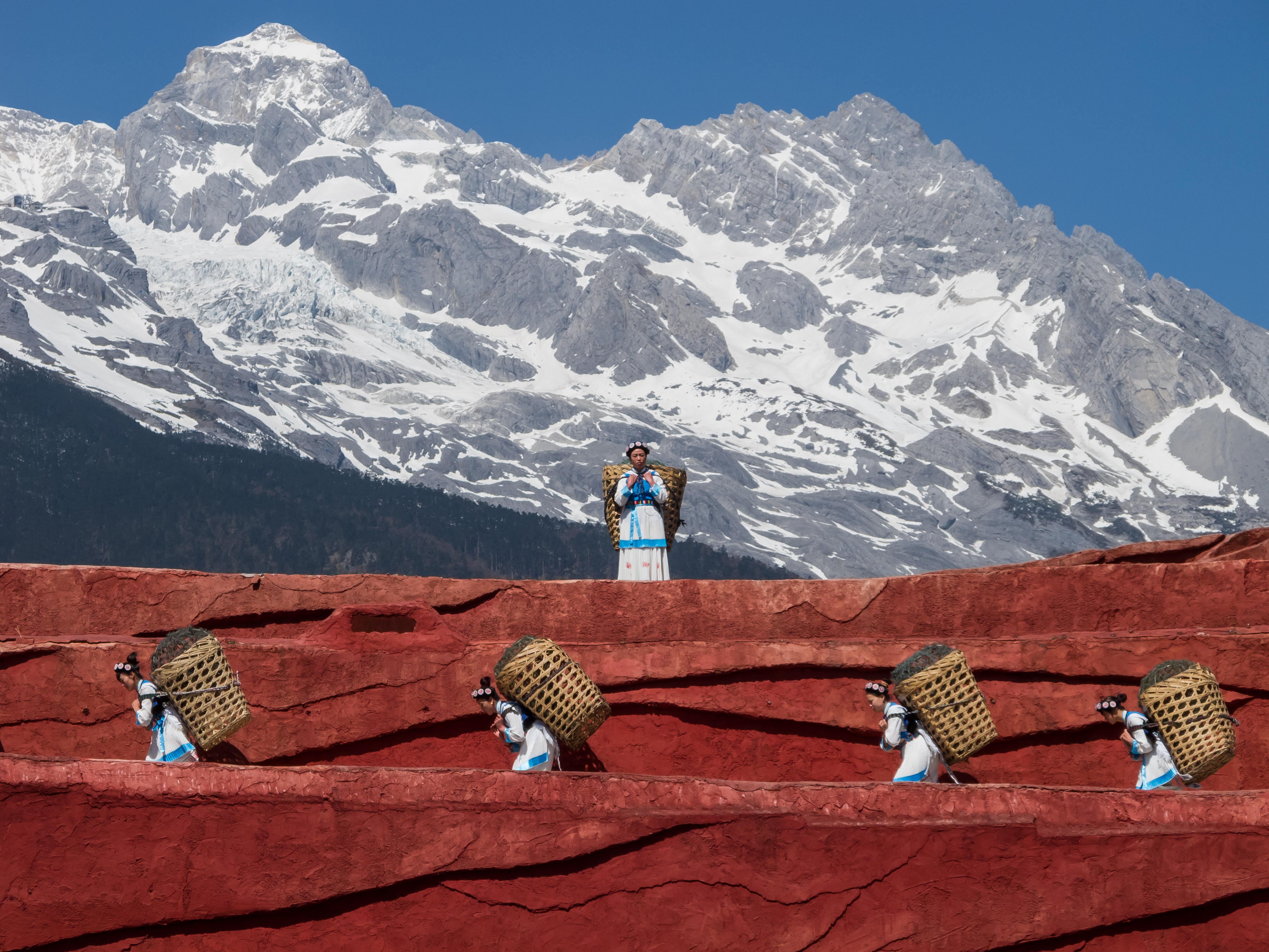
納西族人，該族發源地據傳為香格里拉市內白水台

近年，由于香格里拉概念的流行，中華人民共和國境內一些地区争相宣称為香格里拉的真正所在，其中包括云南丽江中甸、四川稻城亚丁以及西藏察隅、波密及林芝等。其中云南中甸“抢注”成功，中國國家民政部于2001年12月17日正式批准易名香格里拉县，從此中甸聲名大噪。

## 相关游戏作品
- 2009年电子游戏作品《妖山诅咒（英语：Cursed Mountain）》
- 2014年电子游戏作品《孤岛惊魂4》